# 查尔斯·西米奇
查尔斯·西米奇（英語：Charles Simic，1938年5月9日—2023年1月9日），塞尔维亚裔美国诗人。本名杜尚·西米奇（Dušan Simić），1938年5月生于贝尔格莱德，1954年赴美，边打工边学英语，后毕业于纽约大学。1967年出版第一本诗集《草说的》。一生出版诗集十多部，并将许多英文诗歌译为法语和塞尔维亚语。2019年，杨子汉译的《严酷地带：查尔斯·西密克诗选》出版。西米奇的诗具有超现实风格，带有强烈的政治色彩。